# Coahuilaceratops
Coahuilaceratops – rodzaj ceratopsa z rodziny Ceratopsidae żyjącego w późnej kredzie (późny kampan, 72,5-71,5 mln lat temu) na obszarze dzisiejszej Ameryki Północnej. Skamieniałości należące prawdopodobnie zarówno do dorosłego, jak i młodego osobnika odkryto w osadach formacji Cerro del Pueblo, ok. 40 km na zachód od miasta Saltillo w stanie Coahuila w Meksyku; Coahuilaceratops jest pierwszym opisanym ceratopsem z Meksyku. Zwierzę osiągało ponad 6,5 m długości, ok. 2 m wysokości od ziemi do stawów biodrowych i ważyło od 3,6 do 4,5 tony. Miało krótki róg na nosie oraz dwa długie rogi nad oczodołami; rogi znad oczodołów nie zachowały się w całości, jednak autorzy opisu Coahuilaceratops szacują, że osiągały one ok. metra długości. Według przeprowadzonej przez autorów jego opisu analizy kladystycznej Coahuilaceratops należy do podrodziny Ceratopsinae i tworzy nierozwikłaną trychotomię z rodzajami Anchiceratops i Arrhinoceratops; te trzy rodzaje były z kolei bliżej spokrewnione z kladem tworzonym przez rodzaje Triceratops, Eotriceratops, Torosaurus i Nedoceratops niż z bazalnymi rodzajami Chasmosaurus, Pentaceratops i Agujaceratops. Według późniejszej analizy kladystycznej Sampsona i współpracowników (2010) Coahuilaceratops jest taksonem siostrzanym kladu obejmującego pozostałych przedstawicieli Ceratopsinae (w tym Anchiceratops i Arrhinoceratops) poza bazalnymi rodzajami Chasmosaurus, Mojoceratops, Agujaceratops, Pentaceratops i Utahceratops. Razem ze skamieniałościami Coahuilaceratops w osadach formacji Cerro del Pueblo odkryto też skamieniałości dwóch innych ceratopsów - z czego jeden należał do podrodziny Centrosaurinae, drugiego natomiast nie można z pewnością zaliczyć ani do Ceratopsinae ani do Centrosaurinae - a także dwóch hadrozaurów oraz skamieniałości teropodów, w tym tyranozaurów i dromeozaurów. Obszar dzisiejszego stanu Coahuila w kampanie był prawdopodobnie najdalej na południe wysuniętą częścią kontynentu północnoamerykańskiego. Razem ze skamieniałościami dinozaurów znajdowano tam skamieniałości morskich małży i ślimaków, co sugeruje, że dinozaury z formacji Cerro del Pueblo żyły niedaleko wybrzeża morskiego; część z nich mogła nawet zginąć zabita przez występujące nad wybrzeżem huragany.